# Eustrotia bella
Eustrotia bella là một loài bướm đêm trong họ Noctuidae.